# 奥季尔·艾哈迈多夫
奥季尔·艾哈迈多夫（1987年11月25日—），是一名已退役的乌兹别克斯坦足球运动员。他司职中场，也可胜任中后卫。